# غراند سالين
غراند سالين (بالإنجليزية: Grand Saline, Texas)‏ هي مدينة تقع بولاية تكساس في شمال شرق الولايات المتحدة. تبلغ مساحة هذه المدينة 5.2 (كم²)، وترتفع عن سطح البحر 122 م، بلغ عدد سكانها 2806 نسمة في عام 2000 حسب إحصاء مكتب تعداد الولايات المتحدة وتصل الكثافة السكانية فيها 587.7 نسمة/كم2.

## التركيبة السكانية
حدّد مكتب تعداد الولايات المتحدة بيانات التركيبة السكانية لغراند سالين في تعداد الولايات المتحدة. في ما يلي، التركيبة السكانية حسب تعدادي 2000 و2010.

### تعداد عام 2000
بلغ عدد سكان غراند سالين 3,028 نسمة بحسب تعداد عام 2000، وبلغ عدد الأسر 1,096 أسرة وعدد العائلات 723 عائلة مقيمة في المدينة. في حين سجلت الكثافة السكانية 552.6 نسمة لكل كيلومتر مربع (1,431.2/ميل2). وبلغ عدد الوحدات السكنية 1,203 وحدة بمتوسط كثافة قدره 219.5 لكل كيلومتر مربع (568.5/ميل2).
وتوزع التركيب العرقي للمدينة بنسبة 91.94% من البيض و0.59% من الأمريكيين الأفارقة و0.36% من الأمريكيين الأصليين و0.13% من الأمريكيين ذوي الأصول الآسيوية و0.03% من سكان جزر المحيط الهادئ و5.55% من الأعراق الأخرى و1.39% من عرقين مختلطين أو أكثر و14.13% من الهسبانيون أو اللاتينيون من أي عرق.
بلغ عدد الأسر 1,096 أسرة كانت نسبة 37.3% منها لديها أطفال تحت سن الثامنة عشر تعيش معهم، وبلغت نسبة الأزواج القاطنين مع بعضهم البعض 51% من أصل المجموع الكلي للأسر، ونسبة 10.4% من الأسر كان لديها معيلات من الإناث دون وجود شريك،  بينما كانت نسبة 4.6% من الأسر لديها معيلون من الذكور دون وجود شريكة وكانت نسبة 34% من غير العائلات. تألفت نسبة 30.8% من أصل جميع الأسر من عدة أفراد يعيشون في نفس المنزل ونسبة 18.2% كانت تتألف من شخص يعيش بمفرده يبلغ من العمر 65 عاماً أو أكثر. وبلغ متوسط حجم الأسرة المعيشية 2.59، أما متوسط حجم العائلات فبلغ 3.21.
بلغ العمر الوسطي للسكان 35.6 عاماً. وكانت نسبة 27.4% من القاطنين تحت سن الثامنة عشر، وكانت نسبة 7.8% بين الثامنة عشر والرابعة والعشرين عاماً، ونسبة 24.7% كانت واقعةً في الفئة العمرية ما بين الخامسة والعشرين والرابعة والأربعين عاماً، ونسبة 18.4% كانت ما بين الخامسة والأربعين والرابعة والستين، ونسبة 15.2% كانت ضمن فئة الخامسة والستين عاماً فما فوق. يوجد لكل 100 أنثى 98.7 ذكر، ويوجد لكل 100 أنثى في الثامنة عشر من عمرها فما فوق 90.9 ذكر.
بلغ متوسط دخل الأسرة في المدينة 25,875 دولارًا، أما متوسط دخل العائلة فبلغ 34,167 دولارًا. وكان متوسط دخل الذكور 28,274 دولارًا مقابل 16,915 دولارًا للإناث. وسجل دخل الفرد الخاص بالمدينة 13,678 دولارًا. وكانت نسبة 13.5% من العائلات ونسبة 19.1% من السكان تحت خط الفقر، وكان من هؤلاء نسبة 23.6% تحت سن الثامنة عشر ونسبة 14.9% في الخامسة والستين من العمر وما فوق.

### تعداد عام 2010
بلغ عدد سكان غراند سالين 3,136 نسمة بحسب تعداد عام 2010، وبلغ عدد الأسر 1,089 أسرة وعدد العائلات 729 عائلة مقيمة في المدينة. في حين سجلت الكثافة السكانية 572.3 نسمة لكل كيلومتر مربع (1,482.3/ميل2). وبلغ عدد الوحدات السكنية 1,234 وحدة بمتوسط كثافة قدره 225.2 لكل كيلومتر مربع (583.3/ميل2).
وتوزع التركيب العرقي للمدينة بنسبة 86.42% من البيض و0.70% من الأمريكيين الأفارقة و0.77% من الأمريكيين الأصليين و0.41% من الأمريكيين ذوي الأصول الآسيوية و0.06% من سكان جزر المحيط الهادئ و9.66% من الأعراق الأخرى و1.98% من عرقين مختلطين أو أكثر و20.89% من الهسبانيون أو اللاتينيون من أي عرق.
بلغ عدد الأسر 1,089 أسرة كانت نسبة 36.9% منها لديها أطفال تحت سن الثامنة عشر تعيش معهم، وبلغت نسبة الأزواج القاطنين مع بعضهم البعض 47.8% من أصل المجموع الكلي للأسر، ونسبة 12.5% من الأسر كان لديها معيلات من الإناث دون وجود شريك،  بينما كانت نسبة 6.6% من الأسر لديها معيلون من الذكور دون وجود شريكة وكانت نسبة 33.1% من غير العائلات. تألفت نسبة 28.8% من أصل جميع الأسر من عدة أفراد يعيشون في نفس المنزل ونسبة 14.8% كانت تتألف من شخص يعيش بمفرده يبلغ من العمر 65 عاماً أو أكثر. وبلغ متوسط حجم الأسرة المعيشية 2.68، أما متوسط حجم العائلات فبلغ 3.29.
بلغ العمر الوسطي للسكان 36.0 عاماً. وكانت نسبة 27.5% من القاطنين تحت سن الثامنة عشر، وكانت نسبة 8.8% بين الثامنة عشر والرابعة والعشرين عاماً، ونسبة 24.4% كانت واقعةً في الفئة العمرية ما بين الخامسة والعشرين والرابعة والأربعين عاماً، ونسبة 20.7% كانت ما بين الخامسة والأربعين والرابعة والستين، ونسبة 18.7% كانت ضمن فئة الخامسة والستين عاماً فما فوق. وتوزع التركيب الجنسي للسكان بنسبة 47.6% ذكور و52.4% إناث.

## وصلات خارجية
- The US50 - Cities and Towns in Texas State